# Смит, Джеймс (боксёр)
Джеймс Смит (англ. James Smith, 3 апреля 1953, Магнолия, Северная Каролина, США) — американский боксёр-профессионал, выступавший в тяжёлой весовой категории. Чемпион мира в тяжёлом весе по версии WBA (1986—1987). Первый чемпион мира, получивший высшее образование.

## Биография
Джеймс Смит родился в 4 апреля 1953 году Магнолии, Северная Каролина.
Он рос примерным и спокойным мальчиком, для которого школа, была прежде всего знания, которые он впитывал как губка. После окончания средней школы в Варшаве, Северная Каролина, он поступил в Общественный Колледж Кенансвилл, Северная Каролина, получив степень младшего специалиста в области делового администрирования в 1973 году. Два года спустя он получил степень в области делового администрирования. После службы в армии США (где он впервые стал заниматься боксом в спортивном зале) Джеймс работал в качестве тюремного надзирателя, после чего стал боксером-любителем, но задержался на любительском ринге совсем ненадолго, после чего перешёл в профессионалы в ноябре 1981 года, в возрасте 28 лет.

## Любительская карьера
После службы в вооруженных силах США и  работы тюремным надзирателем, Смит участвовал в нескольких любительских боях, прежде чем стал профессиональным боксёром в ноябре 1981 года, в возрасте 28 лет.

## Профессиональная карьера
Дебютировал в бою с очень опытным и хорошим любителем Джеймсом Броадом, который уже успел провести в профессионалах два боя, в которых одержал победы.Бой транслировался по телеканалу ESPN. Канал сам назначил дату боя, поэтому Смит вышел на ринг не в лучшей форме.Тем самым Смит был остановлен в четвёртом раунде, после того как начал безответно пропускать мощные удары. которому проиграл техническим нокаутом в 4 раунде в 6- раундовом бою.
В следующем году Смит выходит на будущего чемпиона мира в первом тяжелом весе Рикки Парки, когда у того был рекорд 2-0, однако Смит выиграл по очкам в 6-ти раундовом бою.
После ещё двух побед нокаутами, Смит выходит на вновь непобежденного боксёра, звезды любительского бокса Криса МакДональда, которого победил единогласным решением судей.
Смит, благодаря его на редкость колоссальным физическим данным, обладал огромным боксёрским потенциалом, полностью развить который препятствовал его физический недостаток - страбизм.

#### Отборочный бой с Фрэнком Бруно
13 мая 1984 года  в Лондоне на арене "Уэмбли" состоялся  бой Фрэнка Бруно и Джеймса Смита, который был  рассчитан на десять раундов.На протяжении первых восьми раундов, преимущество Бруно было неоспоримым. Но Фрэнк пытался нокаутировать соперника выбрасывая сильные удары. Хоть они и достигали цели, "Костолом" ,известный своим крепким подбородком, выдерживал их. К концу девятого раунда, Бруно начал терять силы, чем Смит не преминул воспользовался. Он перешёл к активным действиям и стал "бомбить" соперника. Однако гонг спасает британца. Но уже в финальном, десятом раунде, Смит продолжая сыпать соперника градом ударов, и Бруно наконец падает, пропустив большое количество ударов. Бой получил название "апсет года" по версии журнала Ринг.

#### Чемпионский бой  Ларри Холмсом I
В ноябре 1984 года Смит встретился с сильнейшим тяжеловесом того времени чемпионом мира по версии IBF, непобежденным Ларри Холмсом.Несмотря на большую разницу в классе, Смит оказывал достойное сопротивление чемпиону. Но уже в начальных раундах, Холмсу удалось рассечь левый глаз претендента. Позже и у Холмса появилось рассечение, но оно было не глубоким, что не скажешь о рассечении Смита, которое продолжало кровоточить. В двенадцатом раунде, рефери подозвал врача, чтобы тот осмотрел рассечение, но Смит не хотел подходить, понимая, что бой скорее всего остановят. Тогда рефери взял за руку Смита и сам подвел к врачу. Из-за рассечения бой был остановлен.

#### Отборочный бой с Тони Таббсом
В марте 1985 года Смит встретился с будущим чемпионом мира Тони Таббсом. Таббс победил единогласным решением судей.

#### Бой с Хосе Рибальтой
В апреле 1985 года Смит встретился с  Хосе Рибальтой. В 1 раунде Смит отправил Рибальту в нокдаун. В упорном бою Смит победил решением большинства судей.

#### Бой с Тимом Уизерспумом I
В июне 1985 года Смит встретился с экс-чемпионом мира Тимом Уизерспумом за титул NABF. На протяжении всего боя Тим доминировал, спокойно переигрывая Смита  и нейтрализуя его атаки.После окончания боя победу дали Уизерспуну единогласным решением судей.

### 1986-1988
Это был пик в карьере Джеймса Смита,  он одержал ряд серьёзных побед и выиграл чемпионский титул.

#### Бой с Марвисом Фрейзером
В феврале 1986 года Смит встретился с бывшим претендентом на титул  Марвисом Фрейзером.В 5 раунде Смит отправил Фрейзера в нокдаун. Фрейзер победил близким решением большинства судей. Решение было спорным.

#### Бой с Майком Уивером I
В апреле 1986 года Смит победил в первом раунде экс-чемпиона мира Майка Уивера.

#### Бой с Джесси Фергюссоном
В июле 1986 года Смит победил решением большинства судей Джесси Фергюссона

#### Бой с Дэвидом Бэем
В августе 1986 года Смит встретился с бывшим претендентом на титул Дэвидом Бэем. В 10 раунде Смит отправил Бэя в нокдаун и победил единогласным решением  судей.

#### Чемпионский бой с Тимом Уизерспумом II
В декабре 1986 года, должен был состояться чемпиоский бой за звание чемпиона мира по версии WBA между чемпионом Тимом Уизерспумом и претендентом Тони Таббсом. Смит же должен был драться в андеркарте этого боя с Митчем Грином, однако Таббс во время тренировки получил травму, из-за этого бой естественно должен был быть отменен, но Дон Кинг нашёл ему срочную замену в лице Джеймса Смита, который уже проигрывал Уизерспуну годом ранее, а Грин остался без боя и гонорара.
В декабре 1986 года состоялся 2-й бой между Уизерспуном и Джеймсом Смитом. Чемпион трижды побывал в нокдауне в 1-м раунде. Смит победил техническим нокаутом в 1-м раунде. Примечателен тот факт, что перед самым боем дом Тима был ограблен и Уизерспун вошёл в ринг в потерянном состоянии.

#### Объединительный бой с Майком Тайсоном
В марте 1987 года Смит встретился в объединённом бою с чемпионом мира по версии WBC Майком Тайсоном. Смит, чтобы спастись от атак Тайсона, постоянно клинчевал, в результате чего рефери снял с него 2 очка за чрезмерный холдинг. Тайсон доминировал весь бой(но поскользнулся в 7 раунде) Тайсон победил по очкам с разгромным счетом. Известный российский комментатор Владимир Гендлин сказал:" Смит, увидев, что Тайсон сделал с Бербиком подумал, что лучше не рисковать и решил, что неплохо бы перевести бокс в другой вид спорта-в борьбу. Это была настоящая борьба, только без подножек".

#### Бой с Эдилсоном Родригесом
В августе 1987 года Смит проиграл раздельным решением судей  Эдилсону Родригесу.

#### Бой с Майком Роузом I
В 1988  году встретился с Майком Роузом. Во 2 раунде Смит отправил Роуза в нокдаун. В этом же раунде произошло столкновение головами, из за которого  Роуз не смог продолжать бой.  Бой закончился ничьей техническим решением судей.

### 1989-1991
В этот период Смит основные свои поединки выигрывал, хотя класс его соперников ослаб, хотя были и громкие имена.

#### Бой с Донованом Раддоком
В 1989 году Смит встретился с Донованом Раддоком. Во 2-м раунде Смит отправил Радока в нокдаун, однако Раддок продолжил бой. В 6 раунде Раддок потряс Смита. Смит начал клинчевать при первой возможности и никак не хотел выпускать Раддока из своих объятий. Это помогло ему продержаться 6-й раунд. В 7-м раунде Раддок нокаутировал Смита .
В сентябре 1989 года Смит встретился с Келвином Джонсом. Смит победил техническим нокаутом в 8 раунде.

#### Бой с Майком Роузом II
В декабре 1989 Смит во 2 раз встретился с Майком Роузом.  Смит победил нокаутом в  7 раунде.

#### Бой с Майком Уивером II
В апреле 1990 года Смит во 2 раз встретился с Майком Уивером. Смит победил единогласным решением судей.
В апреле 1991 года Смит нокаутировал в 1 раунде Лоуренса Картера.
В июле 1991 года Смит встретился с Климендом Одумом. Смит победил техническим нокаутом в 3 раунде.

#### Бой Эвереттом Мартином
В августе 1991 года Смит встретился с Эвереттом Мартином. Смит победил техническим нокаутом в 8 раунде.
В сентябре 1991 года Смит нокаутировал в 1 раунде  Джеффа Симса и Маршала Тиллимана.

#### Бой с Леви Биллапсом
В ноябре 1991 года Смит встретился с Леви Биллапсом. В 9 раунде Сми отправил Биллапса нокдаун, но в итоге Биллапс победил единогласным решением судей.
Затем Смит выиграл ещё 4 боя.

### 1992-1999
В этот период Смит выходил на ринг далеко не в самой лучшей форме. В это время он больше стремился заработать денег, нежели прославиться или выиграть титул.

#### Бой с Грегом Пейджем
В 1992 году Смит проиграл единогласным решением судей Грегу Пейджу.

#### Бой с Майклом Мурером
В 1993 году Смит встретился с Майклом Мурером. Смит проиграл единогласным решением судей.
Затем Смит выиграл ещё 6 боёв .

#### Народный турнир зрительских симпантий
В декабре 1993 года Смит принял участие в народном турниру в супертяжёлом весе в заливе в Сент-Луисе, штат Миссисипи, победив в 3-раундовых боях Маршалла Тиллмана и Лестера Джексона, но проиграл Даниэлю Данкуту.

#### Бой с Лайнелом Батлером
В январе 1994 года Смит встретился с Лайнелом Батлером. Батлер победил техническим нокаутом в 3 раунде.

#### Бой с Акселем Шульцем
В сентябре 1994 года Смит встретился с Акселем Шульем. Шульц победил единогласным решением судей.

#### Бой с Брайаном Нильсеном
В октябре 1995 года Смит встретился с Брайаном Нильсеном. Бой был остановлен в 5 раунде из-за рассечения, вызванного столкновением головами. Нильсен победил техническим  нокаутом в 5 раунде.
Затем Смит выиграл 4 боя.

#### Бой с Джо Багнером
В июле 1998 года в бою за титул WBF Смит встретился с Джо Багнером. В 1 раунде Смит травмировал плечо и отказался выходить на следующий раунд.

#### Бой с Ларри Холмсом II
В июне 1999 года Смит  во второй раз встретился с Ларри Холмсом. Холмс победил Смита нокаутом в восьмом раунде и тем самым отправил Джеймса на пенсию.